# Super Giove

Una rappresentazione artistica di Beta Pictoris b, un pianeta supergioviano di 7 masse gioviane.

Per Super Giove, o pianeta super-Gioviano, si intende un oggetto astronomico (spesso un pianeta extrasolare) di massa maggiore rispetto a quella di Giove. Una caratteristica di questi pianeti è che all'aumentare della massa (fino a 80 masse gioviane) la loro dimensione rimane all'incirca la stessa. Ciò significa che la loro densità e la loro gravità in superficie aumentano proporzionalmente alla massa.La gravità infatti comprime la massa, evitando che il pianeta aumenti di dimensione.
La linea di separazione tra pianeti supergioviani e nane brune non è ben definita, tuttavia secondo l'Unione astronomica internazionale si ritiene che un corpo celeste di oltre 13 masse gioviane possa considerarsi una nana bruna, poiché con questa massa è teoricamente possibile che avvenga la fusione del deuterio all'interno.
Al 2011 erano 180 gli oggetti conosciuti classificati come super Giove, alcuni caldi e in prossimità delle loro stelle madri, altri più distanti e freddi. Anche se la loro massa è maggiore di quella di Giove, molti hanno le stesse dimensioni per via della maggior gravità che li comprime verso il centro. La densità di questi pianeti può essere anche tre volte maggiore dell'elemento conosciuto più denso, l'osmio. 
Nel 2012 venne scoperto un super Giove, Kappa Andromedae b nei pressi della stella Kappa Andromedae, la cui massa è quasi al limite di demarcazione che separa questi pianeti giganti dalle nane brune (12,8 MJ).